# Lviv Airlines
Lviv Airlines (en ukrainien : « Львівські авіалінії ») (code AITA : 5V ; code OACI : UKW) est une compagnie aérienne ukrainienne, basée à Lviv.